# Кіста
Кіста́ (лат. cystis, від дав.-гр. κύστις — «анатомічна сумка», звідки також «циста») — патологічна порожнина в органах або тканинах, заповнена рідиною або кашоподібною масою.

## Перелік кіст
- Кіста яєчника
- Ретенційні кісти:
  - Атерома
  - Галактоцеле
  - Кісти печінки
- Пілонідальна кіста
- Кіста Бейкера
- Кіста Монтгомері
- Кісти молочної залози
- Кіста зябрової дуги
- Цистицеркоз
- Ехінококова кіста
- Акне
- Полікістоз нирок
- Синдром полікістозних яєчників

## Лікування
Лікування залежить від локалізації, розмірів та типу кісти. Наприклад, функціональні кісти зникають самі, без додаткового лікування. Залежно від вказаних характеристик визначають у кожному випадку індивідуально методи лікування.
Наприклад, якщо під час обстеження була виявлена невелика кіста, за нею можливо спостерігати впродовж 2 місяців.
Застосовують консервативне лікування або хірургічне втручання.